# Kukurikî, Stara Vîjivka
Kukurikî (în ucraineană Кукуріки, poloneză Kukuryki) este un sat în comuna Rudnea din raionul Stara Vîjivka, regiunea Volînia, Ucraina.

## Demografie
Componența lingvistică a localității Kukurikî
     Ucraineană (99,66%)
     Alte limbi (0,34%)
Conform recensământului din 2001, majoritatea populației localității Kukurikî era vorbitoare de ucraineană (99,66%), existând în minoritate și vorbitori de alte limbi.